# Gastrodieae
Tribu
Classification phylogénétique
La tribu des Gastrodieae est une tribu de la sous-famille des Epidendroideae, dans la famille des Orchidaceae.

## Description
Ce sont des orchidées mycotrophes (mycorhizes sur les racines) et dépourvues de chlorophylle.

## Liste dessous-tribuset desgenres
- Selon le NCBI[1]
  - Gastrodia R.Br. 1810.
  - Huttonaea Harv. 1863. (sous-famille des Orchidoideae, tribu des Diseae selon la classification APG II)
- Selon la Classification APG II Chase et al. 2003.
  - Auxopus Schltr. 1900.
  - Didymoplexis Griff. 1843.
  - Didymoplexiella Garay 1954.
  - Gastrodia R.Br. 1810.
  - Neoclemensia Carr 1935.
- Selon la Classification APG III[2]. Pridgeon, P.J.Cribb, Chase. (ouvrage publié en 2005.)
  - Les cinq genres cités dans la classification APG II.
  - Uleiorchis Hoehne 1944.